# تونی کاسکارینو
تونی کاسکارینو (انگلیسی: Tony Cascarino؛ زادهٔ ۱ سپتامبر ۱۹۶۲) یک بازیکن فوتبال اهل ایرلند است.

## باشگاهی
از باشگاه‌هایی که در آن بازی کرده‌است می‌توان به باشگاه فوتبال نانسی، باشگاه فوتبال جیلینگام، باشگاه فوتبال کروکنهیل، المپیک مارسی، باشگاه فوتبال چلسی، باشگاه فوتبال سلتیک، باشگاه فوتبال میلوال، باشگاه فوتبال استون ویلا اشاره کرد.

## تیم ملی
وی همچنین در تیم ملی فوتبال جمهوری ایرلند بازی کرده است.